# An-Nâsir Faraj ben Barquq
Pour les articles homonymes, voir An-Nasir.
An-Nâsir Faraj ben Barquq (1389-1412) est un sultan mamelouk burjite qui règne en Égypte de 1399 à 1412 avec une éclipse de deux mois en 1405 pendant laquelle il est remplacé par son frère Al-Mansûr Abd al-Azîz. 

## Règne
Le 20 juin 1399, âgé seulement de dix ans, il succède à son père Barquq. Lors de son avènement, l'Égypte mamelouke est menacée d'un côté par les Ottomans, qui ont pris Malatya en Cilicie, et par Tamerlan, qui envoie un ultimatum à Faradj pour qu’il se reconnaisse son vassal et lui livre les transfuges qui s’étaient réfugiés en Égypte et en Syrie. Celui-ci refuse et se prépare à la guerre.

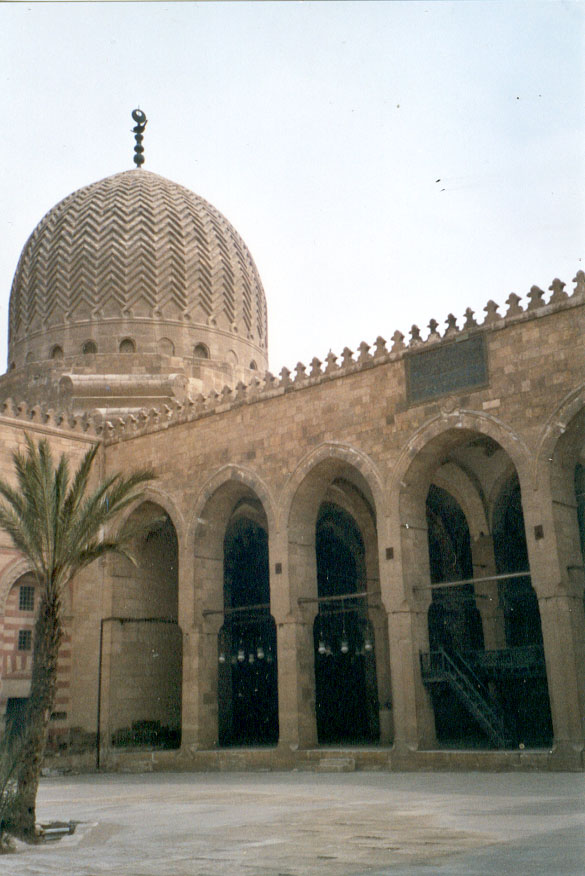
Le mausolee d'An-Nâsir Faraj au Caire

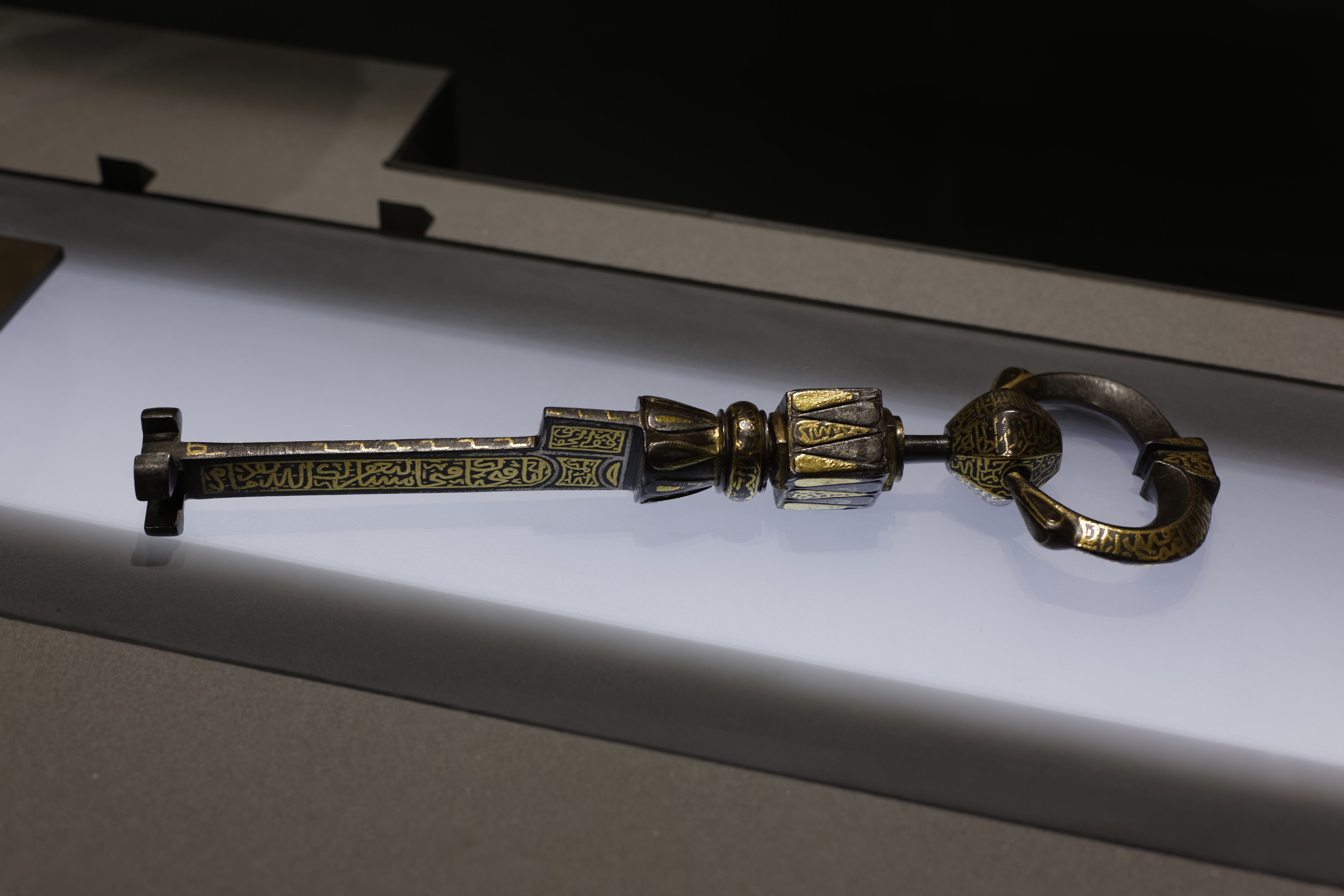
Clef de la Kaaba au nom du sultan Faraj ibn Barkuk.

À l'intérieur, les factions s'affrontent entre les partisans d'Itmich, lieutenant général, et le puissant émir Yachbak. Ce dernier l'emporte et Itmich doit se réfugier en Syrie où le gouverneur de Damas Sayf al-din Tanibak al-Hasani a fait sécession et marche sur le Caire. Dans le même temps diverses séditions éclatent en Haute-Égypte. Faraj marche contre les rebelles de Syrie, et les bat près de Gaza, après avoir acheté les services des émirs.
En octobre 1400 Tamerlan marche sur Alep et bat l'armée mamelouk le 30. La ville est pillée pendant trois jours. Faraj avance en Syrie, remporte quelques succès, mais refuse de négocier la paix. Le 25 décembre, il est battu devant Damas. Il abandonne la ville à l'annonce d'une sédition au Caire le 8 janvier 1401. Tamerlan repart le 19 mars 1401 après avoir mis le pays à sac et la Syrie retombe aux mains des mamelouks.
Rentré au Caire, Faraj doit affronter de nouveau la guerre civile. En 1404 deux émirs, Yachbak et le Chaykh al-Muhammudi menacent sérieusement Faradj en Syrie mais sont finalement vaincu. Le 21 septembre 1405 une nouvelle sédition dépose le sultan, qui doit fuir et est remplacé par son frère Abd al-Azîz. Yachbak replace Faradj sur le trône au bout de deux mois et demi. Le parti de Yachbak triomphe et lui-même devient lieutenant général du sultanat.
Pendant ces évènements, un émir rebelle, Djakam, se fait proclamer sultan à Alep et étend sa domination sur toute la Syrie. Faradj se rend à Alep et Damas, sans pouvoir rétablir la paix. Djakam est finalement tué en luttant contre les Turcomans d'Amid. Faradj revient de nouveau en Syrie, et entre à Damas. Il fait emprisonner Yachbak et le Chaykh al-Muhammudi, serviteurs peu fidèles. Mais les deux officiers s'évadent et se retournent contre le sultan, rassemblant un parti puissant. La guerre civile continue jusqu'au 7 mai 1412 quand Faraj, abandonné par ses troupes, est déposé et assassiné à Damas. Le Chaykh al-Muhammudî lui succède après un court interrègne de quelques mois pendant lequel le calife abbasside Al-Musta`in bi-llah Abû al-Fadhl est nommé sultan.